# Джордж II
Джордж II Хановер (на английски: George II Hanover), роден Георг Август фон Хановер (на немски: Georg August von Hanover), е крал на Великобритания и Ирландия, херцог на Брауншвайг-Люнебург и архисъкровищник и принц-електор на Свещената Римска империя. Той е последният британски монарх роден извън Британия. Запомнен за множеството конфликти с баща си и по-късно със сина си Фредерик. През управлението си показва слаб интерес към политиката, оставяйки я в ръцете на парламента. Той е също така и последният британски монарх, който повежда войските си в битка (битката при Детинген, 1743 г.).